# Bretagne (Territoire de Belfort)
Bretagne (deutsch früher Brett(en) oder Bretingen) ist eine französische Gemeinde im Département Territoire de Belfort in der Region Bourgogne-Franche-Comté.

## Geographie
Bretagne liegt auf 350 m Höhe, etwa zwölf Kilometer ostsüdöstlich der Stadt Belfort (Luftlinie). Das Dorf erstreckt sich im Flachland der Burgundischen Pforte, leicht erhöht südlich der weiten Talebene des Ruisseau de Saint-Nicolas, in den hier die Suarcine mündet, gegenüber von Montreux-Château.
Die Fläche des 4,67 km² großen Gemeindegebiets umfasst einen Abschnitt der nur schwach reliefierten Landschaft im Bereich der Burgundischen Pforte (Trouée de Belfort). Die nördliche Grenze verläuft meist entlang dem Ruisseau de Saint-Nicolas, der sich mit Mäandern durch eine breite Talebene windet. Unterhalb der Einmündung der Madeleine erhält das Gewässer den Namen Bourbeuse. In der mehr als ein Kilometer breiten Talebene befindet sich auch die Wasserstraße des Rhein-Rhône-Kanals, die bei Bretagne die Höhendifferenz mit zwei Schleusen überwindet. Von der Bourbeuse beziehungsweise dem Ruisseau de Saint-Nicolas erstreckt sich das Gemeindeareal nach Südosten über die Talaue und einen sanft ansteigenden Hang, der durch mehrere kurze Seitenbäche untergliedert wird, auf das angrenzende Plateau. Dieses liegt durchschnittlich auf 370 m und ist mit Acker- und Wiesland bedeckt. Ganz im Südosten befindet sich das Waldgebiet Bois de Ragie de la Dame, in dem mit 377 m die höchste Erhebung von Bretagne erreicht wird. In Mulden- und Tallagen gibt es verschiedene Weiher, die für die Fischzucht angelegt wurden.
Nachbargemeinden von Bretagne sind Montreux-Château im Norden, Montreux-Jeune und Chavannes-les-Grands im Osten, Vellescot und Grosne im Süden sowie Brebotte und Autrechêne im Westen.

## Geschichte
Erstmals urkundlich erwähnt wurde das Dorf im Jahr 1365 als Bretaine. Weitere Erwähnungen waren Bruttinguen (1520), Bretta (1576), Bretaigne und Bretaingne (1579) und Britingen (1615). Mitte des 14. Jahrhunderts gelangte das Dorf unter die Oberhoheit der Habsburger und gehörte dabei zur Herrschaft Montreux. Zusammen mit dem Sundgau kam Bretagne mit dem Westfälischen Frieden 1648 an die französische Krone. Seit 1793 gehörte das Dorf zum Département Haut-Rhin. Im Deutsch-Französischen Krieg wurde Bretagne von deutschen Truppen besetzt und dem Generalgouvernement Elsass unterstellt. Ursprünglich sollte das überwiegend frankophone Bretagne dem neu gegründeten Deutschen Reich zugeschlagen werden, doch aufgrund des dritten Zusatzartikels des Vertrags von Frankfurt 1871 verblieb es als Teil des Territoire de Belfort bei Frankreich. Bretagne gehörte dem 1999 gegründeten Kommunalverband Communauté de Communes du Bassin de la Bourbeuse an, der 2017 in der Communauté d’agglomération Grand Belfort aufging.

## Bevölkerung
Mit 314 Einwohnern (1. Januar 2022) gehört Bretagne zu den kleinen Gemeinden des Département Territoire de Belfort. Nachdem die Einwohnerzahl in der ersten Hälfte des 20. Jahrhunderts deutlich abgenommen hatte (1886 wurden noch 272 Personen gezählt), wurde seit Beginn der 1970er Jahre wieder ein Bevölkerungswachstum verzeichnet.
| Jahr      | 1962 | 1968 | 1975 | 1982 | 1990 | 1999 | 2006 |
| Einwohner | 139  | 133  | 161  | 171  | 202  | 191  | 228  |

## Wirtschaft und Infrastruktur
Bretagne war bis weit ins 20. Jahrhundert hinein ein vorwiegend durch die Landwirtschaft (Ackerbau, Obstbau und Viehzucht), die Fischzucht und die Forstwirtschaft geprägtes Dorf. Daneben gibt es heute einige Betriebe des lokalen Kleingewerbes. Mittlerweile hat sich das Dorf zu einer Wohngemeinde gewandelt. Viele Erwerbstätige sind deshalb Wegpendler, die in den größeren Ortschaften der Umgebung und in der Agglomeration Belfort ihrer Arbeit nachgehen.
Die Ortschaft liegt abseits der größeren Straßenverbindungen an einer Departementsstraße, die von Delle nach Fontaine führt. Der nächste Anschluss an die Autobahn A36 befindet sich in einer Entfernung von ungefähr elf Kilometern. Weitere Straßenverbindungen bestehen mit Brebotte, Grosne und Chavannes-les-Grands.